# George Tchobanoglous
Compléments
ex-presidente de l'Association of Environmental Engineering and Science Professors
George Tchobanoglous, né le 24 mai 1935, est un ingénieur en génie écologique, écrivain et professeur américain.

## Carrière académique
Tchobanoglous est titulaire du baccalauréat en sciences en génie civil de l'Université du Pacifique, d'une maîtrise en sciences en génie sanitaire de l'université de Californie à Berkeley et d'un doctorat en génie écologique de l'université StanfordDe ce fait, il a reçu en 2005 le titre de docteur honoris causa en ingénierie de la Colorado School of Mines.
Il est professeur émérite des départements de génie civil et de génie écologique à l'Université de Californie et auteur ou coauteur d'au moins 375 publications, incluant quatorze manuels et cinq livres de référence dans le domaine de l'ingénieurie Ses manuels sont utilisés dans au moins 225 écoles et universités aux États-Unis.

### Prix et récompenses académiques
Tchobanoglous fut président de l'Association of Environmental Engineering and Science Professors,. Il a reçu le Athalie Richardson Irvine Clarke Prize du National Water Research Institute en 2003, et il a reçu une Frederick George Pohland Medal de l'American Academy of Environmental Engineers and Association of Environmental Engineering and Science Professors en 2007.
Il fait aussi partie du comité éditorial pour la série de livres Water Resources and Environmental Engineering de l'éditeur McGraw-Hill. Il fait aussi partie du comité national et international tant pour les gouvernements que pour les entreprises privées.

## Recherche
Les domaines de sa recherche sont le traitement et la réutilisation des eaux résiduelles, le filtrage des eaux résiduelles, désinfection par ultra-violet, système aquatique de gestion des eaux résiduelles, gestion des eaux résiduelles pour  les systèmes petits et décentralisés de gestion des eaux résiduelles et la gestion des résidus solides.

## Publications
Œuvres isolées,
- Wastewater management. Gale Research Co., 1976
- Solid wastes. McGraw-Hill, 1977
- Solution's manual to accompany Metcalf & Eddy, Inc. McGraw-Hill, 1979
- Wastewater engineering, treatment, disposal, reuse Solution's manual to accompany Metcalf & Eddy, Inc. McGraw-Hill, 1979
- Wastewater engineering, treatment, disposal, reuse. McGraw-Hill, 1979
- Water quality. Addison-Wesley, 1985
- Wastewater Engineering. Mcgraw-Hill College, November 1990
- Integrated solid waste management. McGraw-Hill, 1993

En association avec d'autres,
- Wastewater Engineering Treatment Disposal Reuse por George Tchobanoglous e Metcalf & Eddy. McGraw-Hill Companies, 1991
- Wastewater Engineering por George Tchobanoglous e H. David Stensel. McGraw-Hill Science/Engineering/Math, 2002
- Handbook of Solid Waste Management por George Tchobanoglous e Frank Kreith. McGraw-Hill Professional, 2002
- Water Reuse     por     George Tchobanoglous, Metcalf & Eddy, Inc. an AECOM Company, Takashi Asano, Franklin L. Burton, Harold L. Leverenz e Ryujiro Tsuchihashi. McGraw-Hill Professional, 2007